# 修行

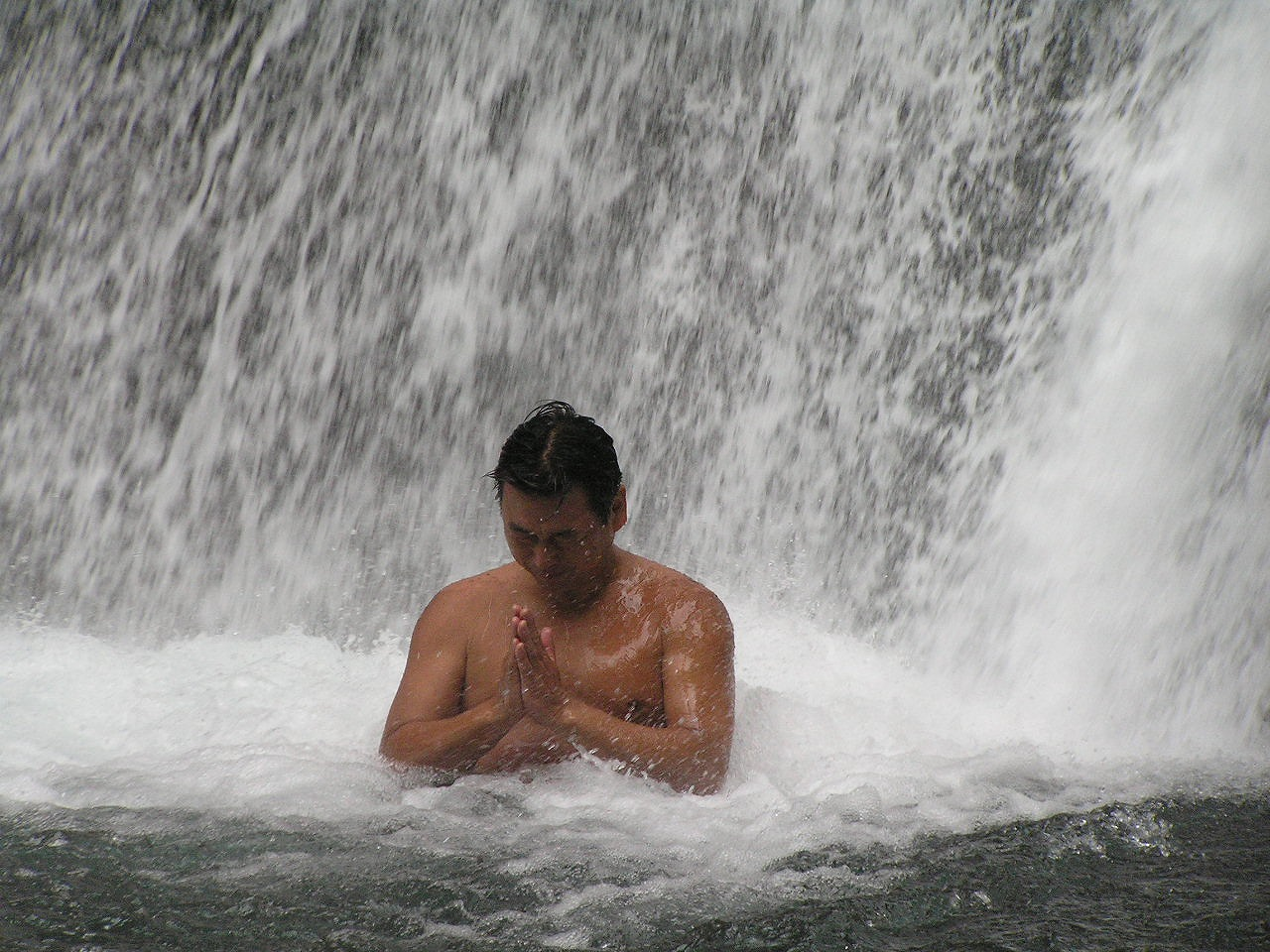
一名苦修者在瀑布下修煉自己的定力和耐力

修行，本為君子修養的實踐活動，又稱作修身。後來成為專用於佛教、道教的宗教術語，指稱其用精神或行为的鍛鍊，藉以悟道的方法，如打坐修禪、修懺、念經、念佛、行善等等。

## 汉语词义
“修行”一词在古时已有，义爲君子修养德行，或美好的德行、操行（修是装饰、完美、高长之义），常简称作“修”、“爲”、“行”等。如：
- 君子修德行：
  - 《庄子·大宗师》：「彼何人者邪？修行无有，而外其形骸。」
  - 《韩非子·问田》：「臣闻服礼辞让，全之术也；修行退智，遂之道也。」
  - 北齐颜之推《颜氏家训·风操》：「又有臧逢世，臧严之子也，笃学修行，不坠门风。」
- 美好的德行：
  - 《吕氏春秋·赞能》：「叔敖游于郢三年，声问不知，修行不闻。」
  - 汉刘向《说苑·善说》：「愿大王选良富家子有修行者以为吏。」

後佛教、道教将“按照教理践行”称爲修行、修道等，并逐渐成为“修行”一词的主要词义。

## 佛教
佛教中的修行（义爲行动、行为、实行，羅馬化：sādhanā，义爲修习、令成、实现；藏語：སྒྲུབ་པ་，威利转写：sgrub pa；或藏語：སྒྲུབ་ཐབས་，威利转写：sgrub thabs；越南语：／；日语：／ shuugyou或 sugyou；：／ suhaeng），是来源於印度沙门思潮中婆罗门教、耆那教、锡克教等的共同概念；佛教的修行屬於“教理行果”四法寶中的“行”，是依照正法而践行的意思。
佛教的修行方式以遮蔽五慾、求涅槃道爲最終的歸屬，以行十善道、絕十惡道，和持戒、懺悔，爲出家、在家二眾，以及声闻、缘觉、菩萨三乘，或上座部佛教、汉传佛教、藏传佛教三大传承的共同基礎。在具體的行門上又根據個人的根機而有非常多的選擇。例如可以修不淨觀、白骨觀去除身見（以此身體爲我常有的邪見）、淫慾等；以修出入息爲普遍適用的禪修法門；也可以選擇淨土宗的念佛法門，即生得念佛三昧，更可求生極樂淨土，得不退轉；禪宗還講見性成佛，所有的修行手段都是爲“直指人心（佛性）”爲目的；密宗除了显密共有的修行法门，还提倡以诵咒爲主要修行法門，如修忏、修福、消魔障的《百字明咒》、《大悲咒》、《楞严咒》等；另還有行頭陀的苦行法，也是以去除五欲、增加定力爲目的。

### 成就法
梵語sādhana或sādhana-mālā另有個意思，可譯為“成就法”、“成就法鬘”，見於印度教和佛教密宗。

## 道教
道教的修行也稱為修真、修道、修煉，是从主要针对身体的修炼發展出的一套實踐理論。道教將道家的理論，結合煉丹術數、行善積功德等方法，發展出自己的體系；又吸收了佛教的禪定，稱爲打坐，希求修煉歸真，道胎顯現，成為真人。

## 西方宗教
西方宗教的修行制度中，類似於漢地的修行方法，如誦經、冥想、正行等，也翻譯為修行、修道。

## 關於修行的理論模型

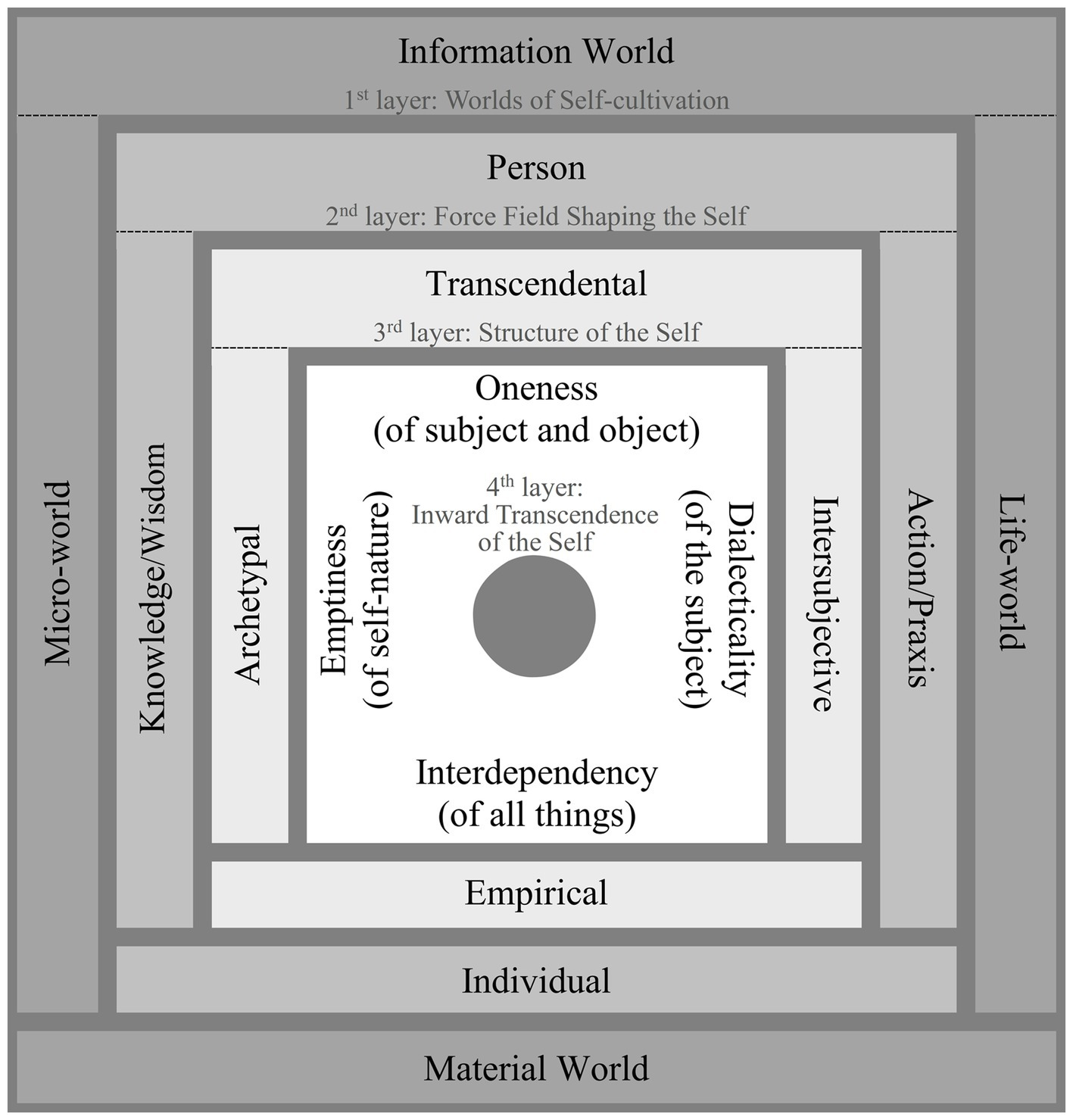
修行的辯證曼陀羅模型

Azanlansh 提出了關於修行的跨文化理論模型Dialectical Mandala Model of Self-cultivation (DMMS)，以幫助修行者闡明修行之道，並幫助學者識別修行在不同文化中的複雜含義、背景和進程，尤其是與佛教、道教、儒教相關的文化。 因為想從主客體二分法的角度將修行的傳統融入社會科學研究是困難的，因此，DMMS藉由華嚴世界觀中主客體相互蘊涵來解決這個問題。 DMMS採用超越二元論和化約論邏輯局限的佛教四句辯證法 (catuṣkoṭi) 來構建修行的辯證曼陀羅模型。 DMMS為修行傳統的系統分析提供了一個通用框架，以便未來的學者們的研究可以在其自身文化脈絡下進一步開發特定的心理模型。修行的理論模型可以幫助學者在進行關於各種修行的研究時，彼此間有共通的存有論承諾（ontological commitment），從而更全面地去理解各種不同傳統中的不同修行面向，以反思自己是否忽略了任何領域。

## 註解
1. ↑  佛學大辭典. .   [2018-05-04]. （原始内容存档于2019-05-12）.
2. ↑  教育部重編國語辭典. .   [2018-05-04]. （原始内容存档于2020-11-28）.
3. ↑  Azanlansh, Orchid-Stone Chang. . Frontiers in Psychology. 2023-01-25, 13  [2023-05-09]. ISSN 1664-1078. PMC 9905817 . PMID 36760897. doi:10.3389/fpsyg.2022.1024413. （原始内容存档于2023-05-05）.
4. ↑  《汉语大词典》【修行 （页面存档备份，存于）】
5. ↑  《佛學大辭典》【修行】（術語）四法之一。如理修習作行也。通於身語意之三業。漢書儒林傳曰：「嚴彭祖曰：凡通經術，固當修行先王之道。」淮南子詮言訓曰：「君子修行而使善無名，布施而使仁無章。」按修行本士君子所共務。自晉書謂鳩摩羅什不拘小檢，修行者頗疑之，後人遂專以為釋氏言，如白居易長齋詩：三春多放逸，五月暫修行。蘇軾僧爽白雞詩：斷尾雄雞本畏烹，年來聽法伴修行。法華經藥草喻品曰：「漸漸修行，皆得道果。」無量壽經下曰：「應當信順，如法修行。」
6. ↑  Azanlansh, Orchid-Stone Chang. . Frontiers in Psychology. 2023-01-25, 13  [2023-05-09]. ISSN 1664-1078. PMC 9905817 . PMID 36760897. doi:10.3389/fpsyg.2022.1024413. （原始内容存档于2023-05-05）.

## 外部連結
. 藥師山.   [2019-12-11]. （原始内容存档于2013-04-21）.